# Đá Phúc Sĩ
Đá Phúc Sĩ, có tên cũ là đá Hi Ghen (tiếng Anh: Higgens Reef; tiếng Trung: 屈原礁; bính âm: Qūyuán jiāo, Hán-Việt: Khuất Nguyên tiêu), là một rạn san hô thuộc cụm Sinh Tồn của quần đảo Trường Sa. Đá này nằm giữa đá Văn Nguyên ở phía đông bắc và đá Len Đao ở phía tây nam.
Đá này được đặt tên theo tên của vị Giám thành Đội trưởng Trương Phúc Sĩ, người tuân lệnh vua Minh Mạng ra Hoàng Sa vẽ bản đồ vào năm Minh Mạng thứ 15, tức năm 1834. Sách Đại Nam thực lục (chính biên, đệ nhị kỉ, quyển 122, trang 23) chép:
Tháng ba, sai Giám thành Đội trưởng Trương Phúc Sĩ cùng thủy quân hơn hai mươi người đi thuyền đến đảo Hoàng Sa thuộc tỉnh Quảng Ngãi vẽ bản đồ. Khi trở về, vua hỏi về những thứ sản vật ở đấy, Sĩ tâu: Nơi này là bãi cát giữa bể, man mác không bờ, có nhiều thuyền các nước qua lại. Nhân đem dâng vua những thứ chim, cá, ba ba, ốc, sò ngao đã bắt được ở nơi đó, đều là những vật lạ, ít thấy.— Quốc sử quán (triều Nguyễn), Đại Nam thực lục (chính biên, đệ nhị kỉ).

Đá Phúc Sĩ là đối tượng tranh chấp giữa Việt Nam, Đài Loan, Philippines và Trung Quốc. Hiện chưa rõ nước nào thực sự kiểm soát đá này.